# Сент-Орс
Сент-Орс (фр. Sainte-Orse) — коммуна во Франции, находится в регионе Аквитания. Департамент — Дордонь. Входит в состав кантона От-Перигор-Нуар. Округ коммуны — Перигё.
Код INSEE коммуны — 24473.

## География

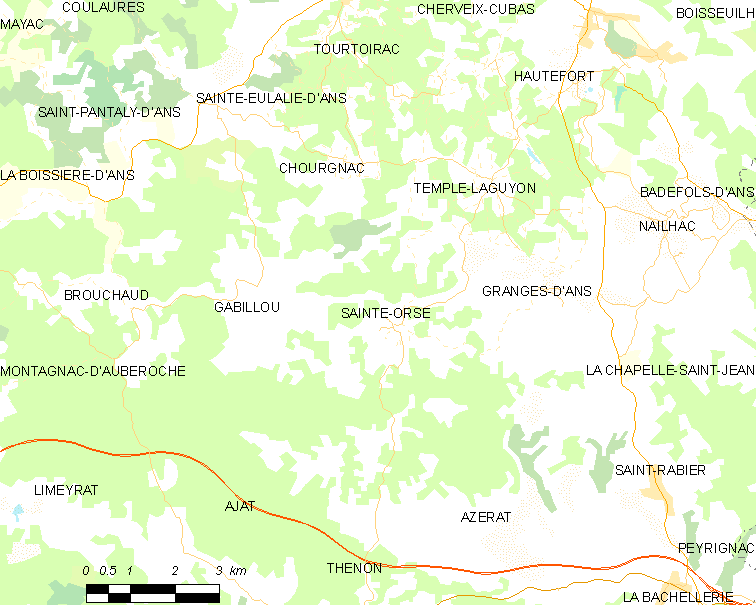
Карта коммуны

Коммуна расположена приблизительно в 420 км к югу от Парижа, в 140 км восточнее Бордо, в 29 км к востоку от Перигё.

### Климат
Климат умеренный океанический со средним уровнем осадков, которые выпадают преимущественно зимой. Лето здесь долгое и тёплое, однако также довольно влажное, здесь не бывает регулярных периодов летней засухи. Средняя температура января — 5 °C, июля — 18 °C. Изредка вследствие стечения неблагоприятных погодных условий может наблюдаться непродолжительная засуха или случаются поздние заморозки. Климат меняется очень часто, как в течение сезона, так и год от года.

## Население
Население коммуны на 2010 год составляло 386 человек.
| 1962 | 1968 | 1975 | 1982 | 1990 | 1999 | 2010 |
| ---- | ---- | ---- | ---- | ---- | ---- | ---- |
| 527  | 486  | 460  | 404  | 372  | 358  | 386  |

## Администрация
| Период | Период | Фамилия     | Партия       | Примечания |
| ------ | ------ | ----------- | ------------ | ---------- |
| 1978   | 2001   | Ги Мепулед  |              |            |
| 2001   | 2020   | Камиль Жеро | беспартийный | пенсионер  |

## Экономика
В 2010 году среди 226 человек трудоспособного возраста (15-64 лет) 156 были экономически активными, 70 — неактивными (показатель активности — 69,0 %, в 1999 году было 67,9 %). Из 156 активных жителей работали 142 человека (73 мужчины и 69 женщин), безработных было 14 (8 мужчин и 6 женщин). Среди 70 неактивных 15 человек были учениками или студентами, 31 — пенсионерами, 24 были неактивными по другим причинам.

## Достопримечательности
- Церковь Св. Урса (XII век). Исторический памятник с 1970 года[5]
- Замок Сент-Орс (XV век)[6]
- Замок Лодони

## Фотогалерея

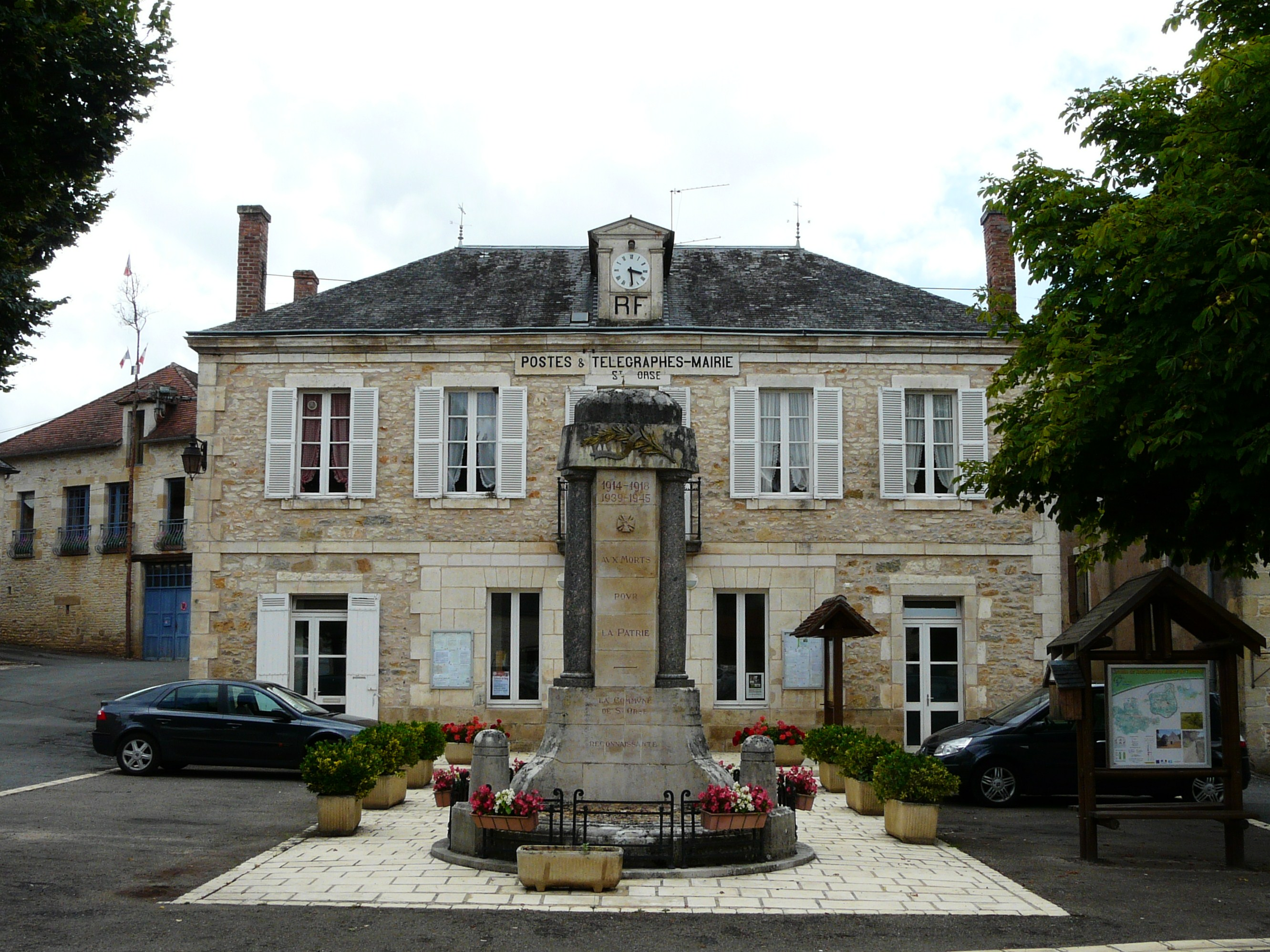
Мэрия и военный мемориал
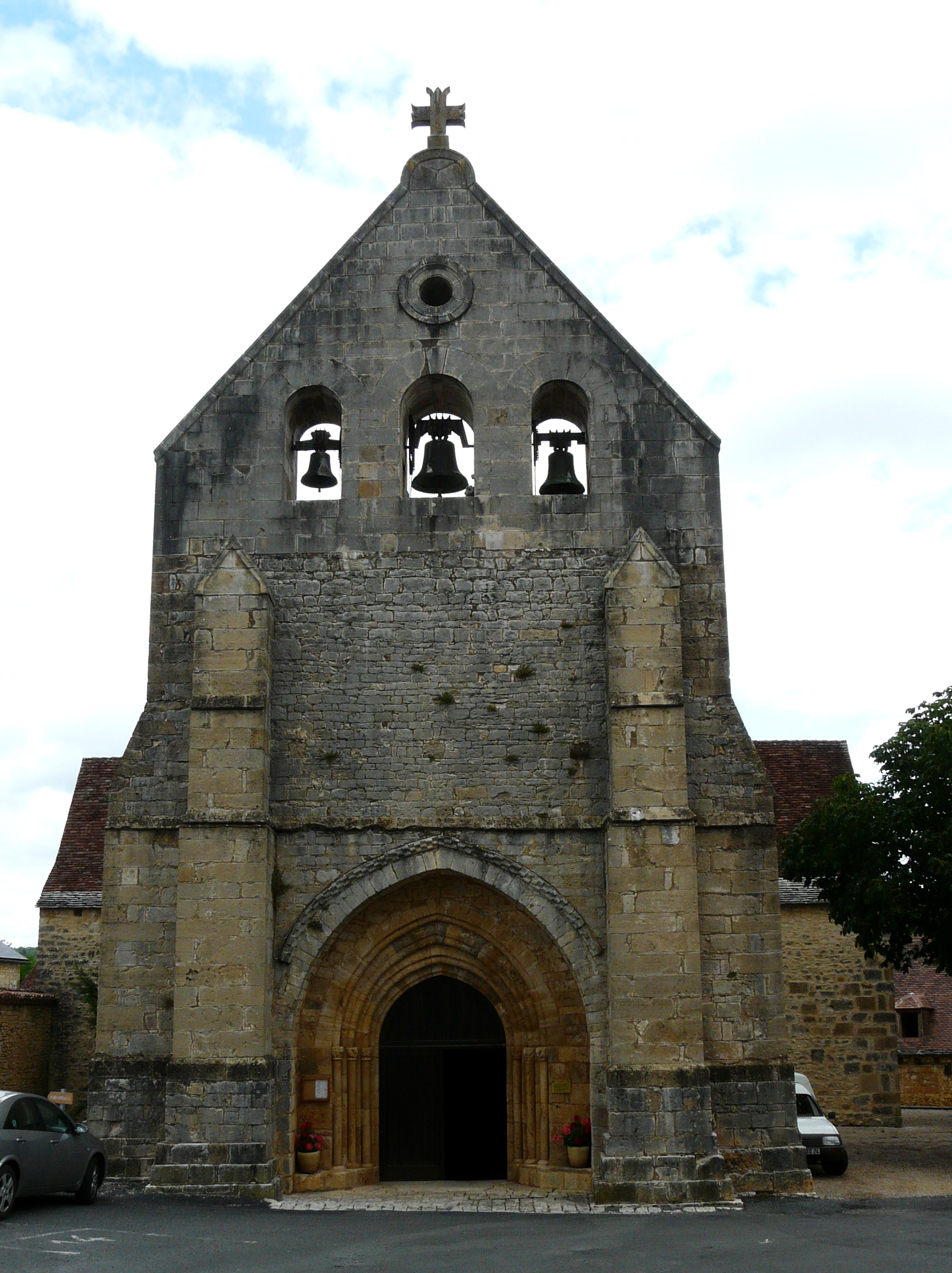
Церковь Св. Урса
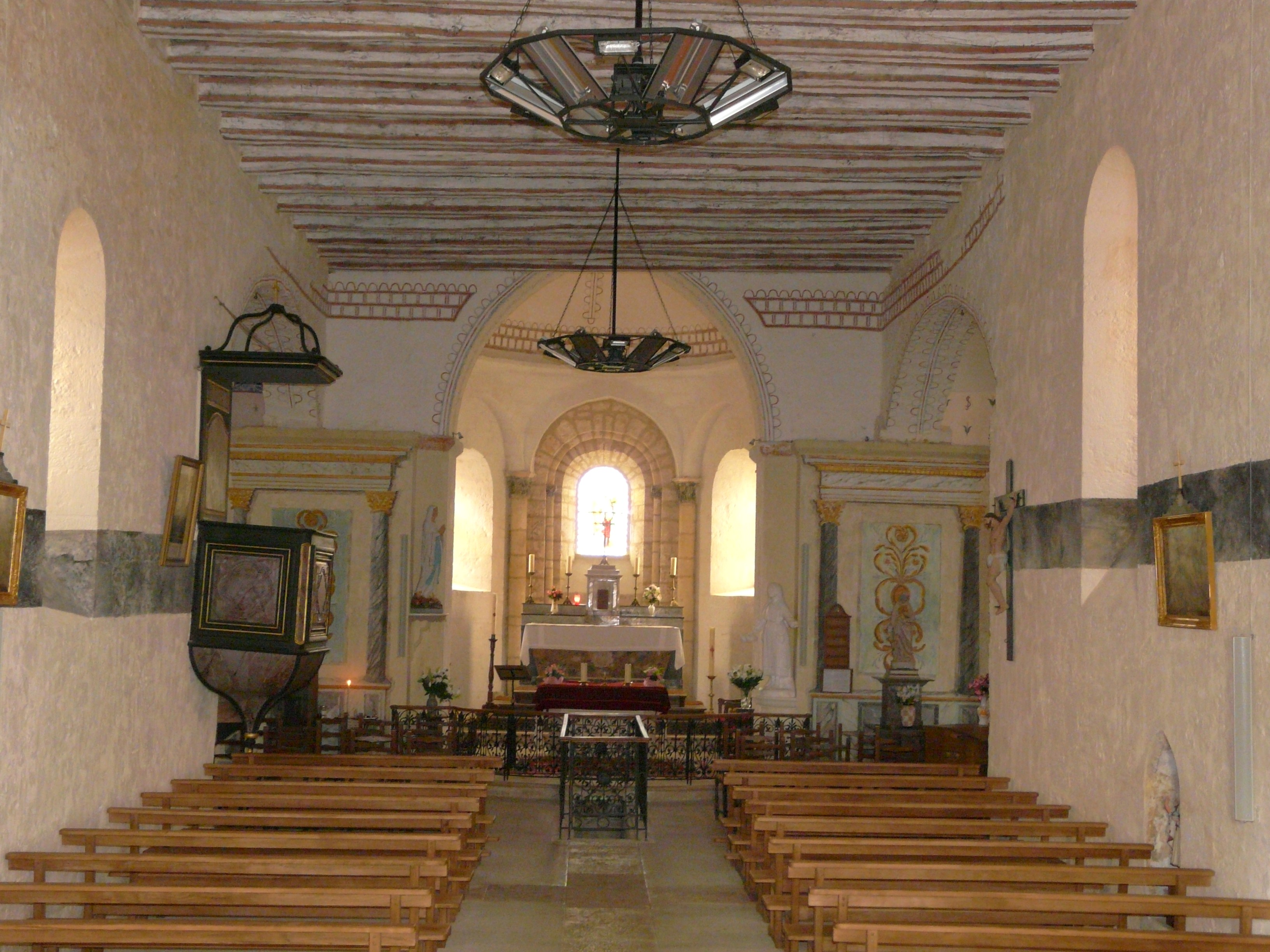
Интерьер церкви Св. Урса
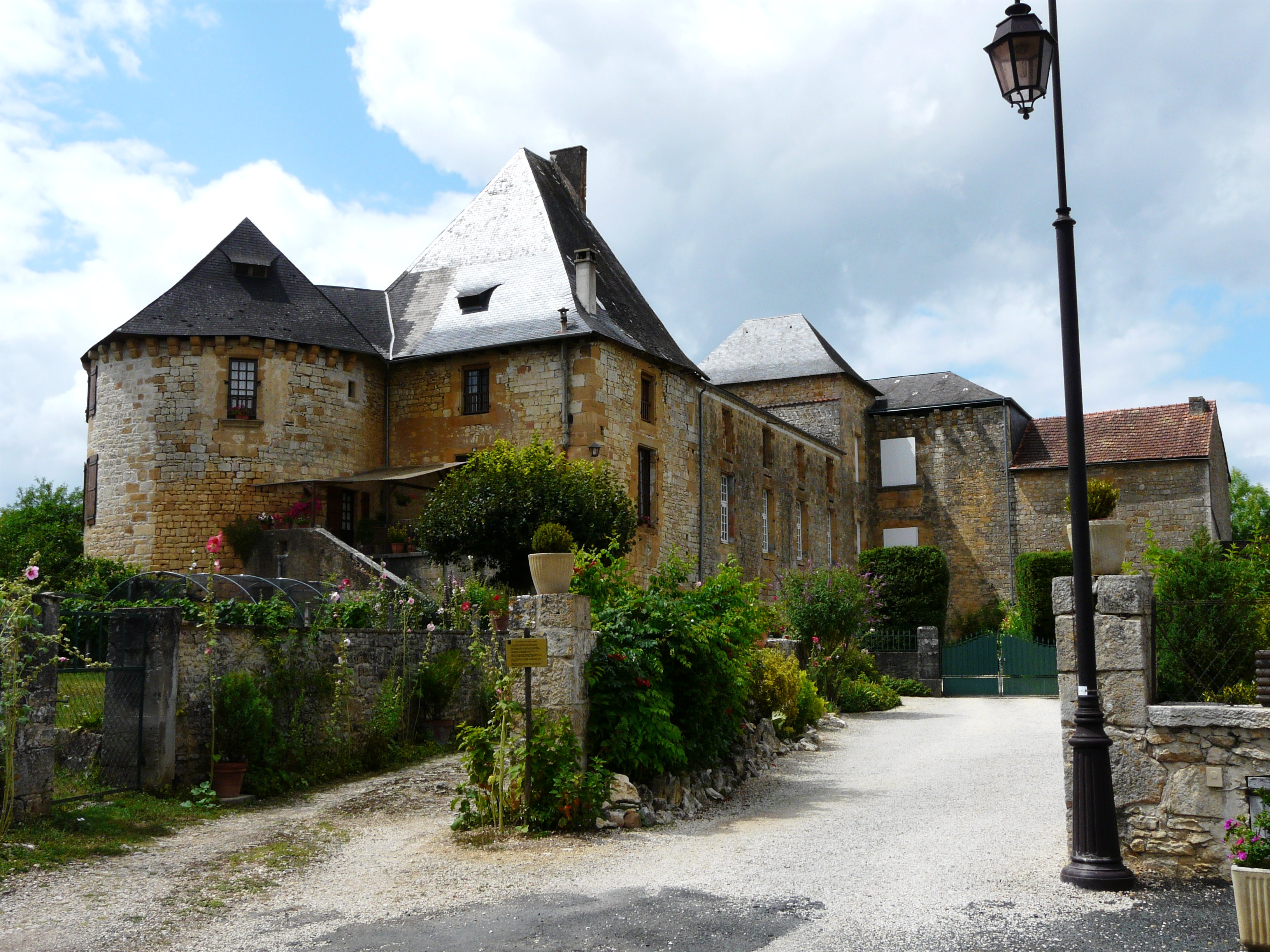
Замок Сент-Орс
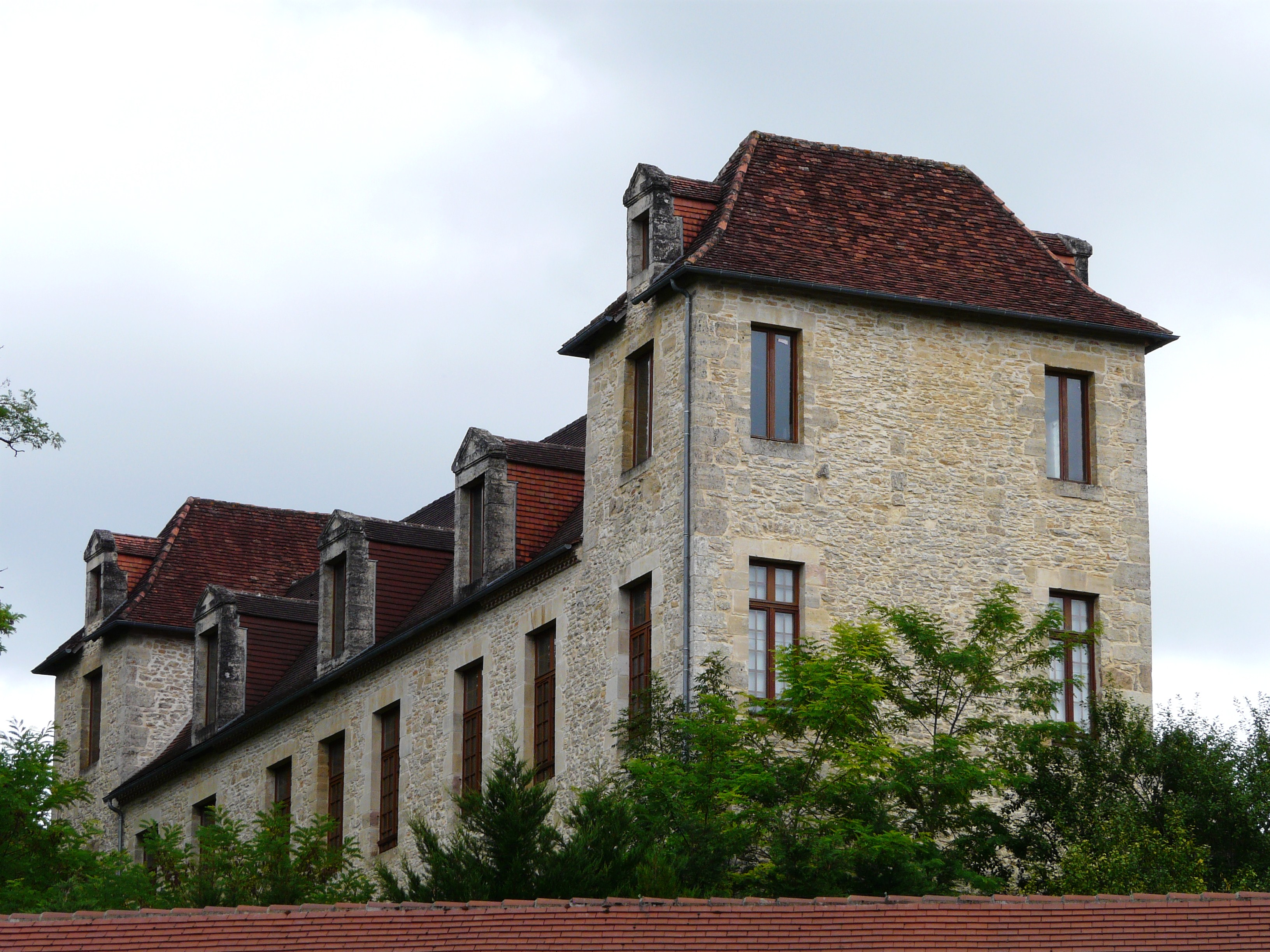
Бывшая школа
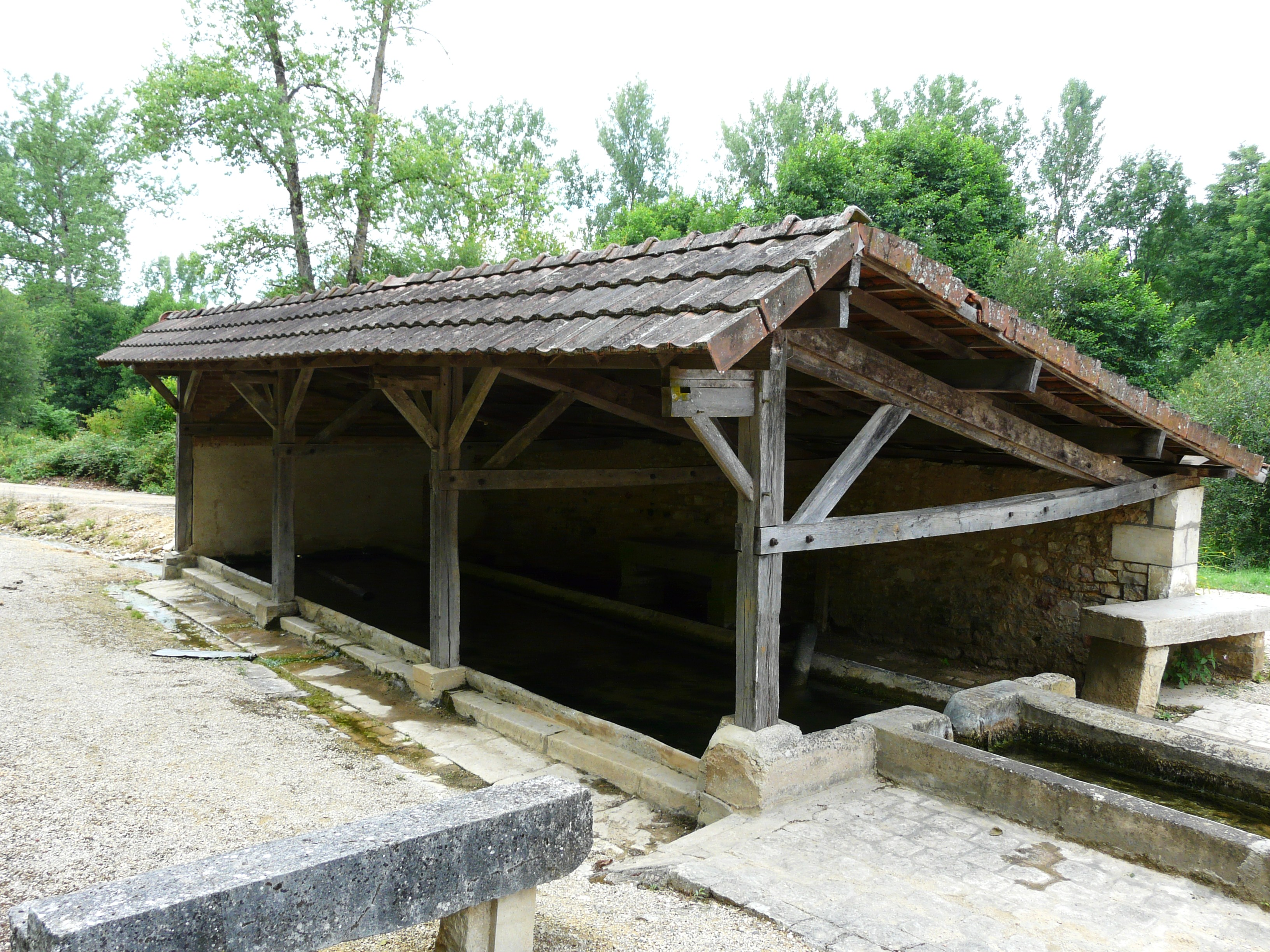
Общественная прачечная
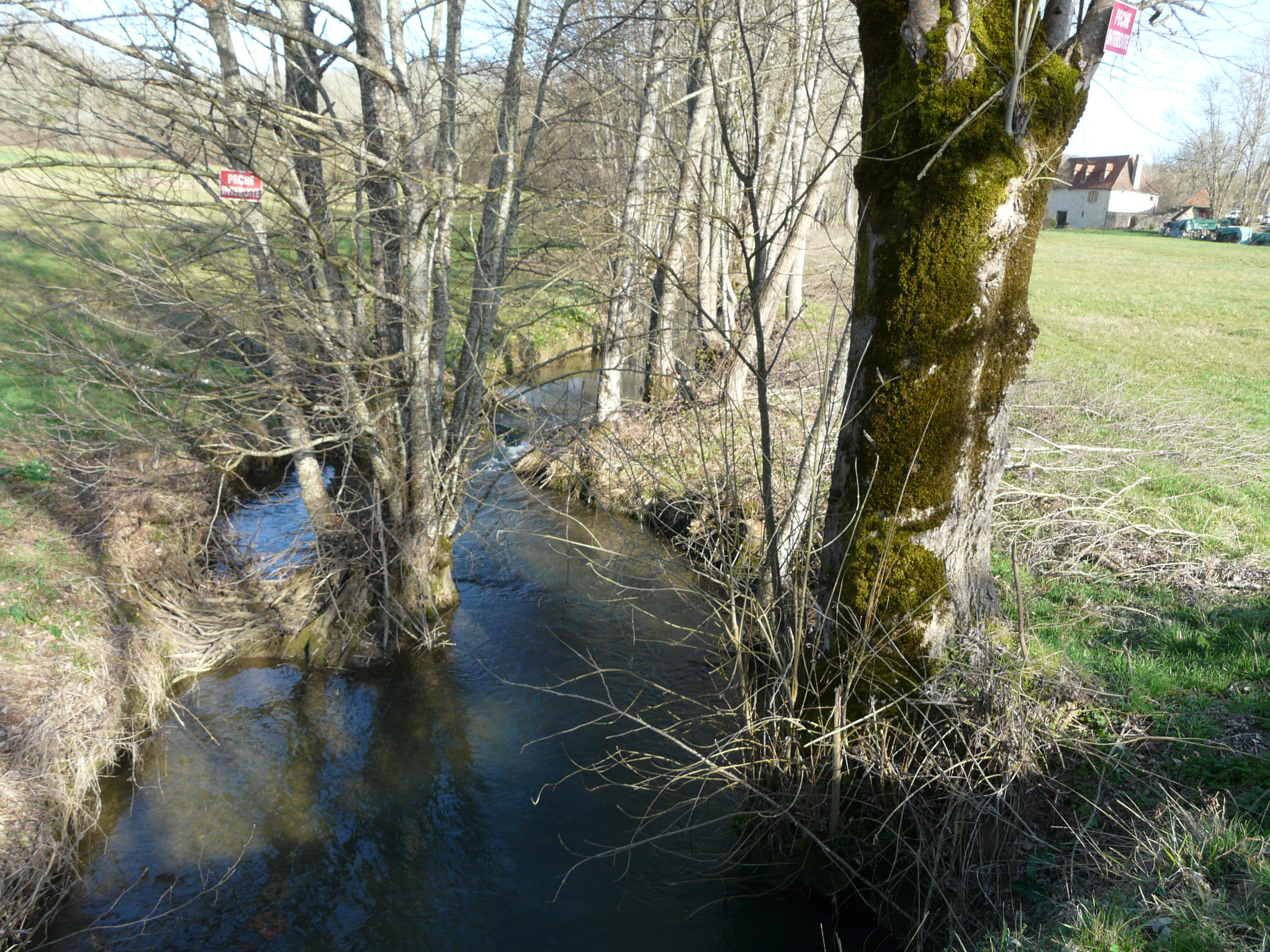
Река Су